# Романово (Судиславский район)
Рома́ново — деревня в Расловском сельском поселении Судиславского района Костромской области России.

## География
Деревня расположена у реки Покша и ручье Иванчевки.

## История
В деревне находился центр церковного прихода. В конце XVI века деревня принадлежала князю Ф. И. Хворостинину. В 1629 году Романово принадлежало князю В. Туренину. После его смерти его жена передала село своим племянникам Сабуровым, отец которых Богдан Сабуров, служил воеводой в городе Свияжске. В 1800 году в селе на месте деревянной Успенской церкви была построена каменная с колокольней.
Согласно Спискам населенных мест Российской империи в 1872 году село относилось к 2 стану Костромского уезда Костромской губернии. В нём числилось 7 дворов, проживало 16 мужчин и 17 женщин. В селе имелась православная церковь.
Согласно переписи населения 1897 года в селе проживало 80 человек (37 мужчин и 43 женщины).
Согласно Списку населенных мест Костромской губернии в 1907 году село относилось к Шишкинской волости Костромского уезда Костромской губернии. По сведениям волостного правления за 1907 год в нём числилось 15 крестьянских дворов и 64 жителя. В селе имелась школа. Основным занятием жителей села, помимо земледелия, была работа кирпичниками.
До муниципальной реформы 2010 года деревня входила в состав Калинковского сельского поселения Судиславского района.

## Население
| Численность населения |      |      |      |
| Год                   | 1877 | 1897 | 1907 |
| Жителей               | 33   | 80   | 64   |
| Крестьянских дворов   | 7    | —    | 15   |

| 2008 | 2010 | 2014 |
| ---- | ---- | ---- |
| 0    | →0   | →0   |